# Prix Raymond-Klibansky
Pour un article plus général, voir Fédération canadienne des sciences humaines.
Les prix Raymond-Klibansky étaient des prix canadiens remis annuellement de 1990 à 2010 par la Fédération canadienne des sciences humaines. Ils récompensaient les meilleurs livres en français et en anglais publiés dans le domaine des sciences humaines au Canada grâce au programme d'aide à l'édition savante. Ils devaient leur nom au philosophe  Raymond Klibansky. À partir de 2011, les prix portent le nom de prix du Canada en sciences humaines (Canada Prize in Humanities en anglais).
Leurs pendants en sciences sociales étaient les prix Jean-Charles-Falardeau, récompensant les ouvrages en français, et les Harold Adams Innis Prize récompensant les ouvrages en anglais.

## Lauréates et lauréats

### Ouvrages en français
- 1990 - Lucie Robert, L'institution du littéraire au Québec (Presses de l'Université Laval)
- 1991 - Pierre Berthiaume, L'Aventure américaine au XVIIIe siècle. Du voyage à l'écriture (Presses de l'Université d'Ottawa)
- 1992 - Maurice Lemire et Denis Saint-Jacques (dir.), La vie littéraire au Québec, vol. 1, 1764-1805 (Presses de l'Université Laval)
- 1993 - Serge Cantin, Le Philosophe et le déni du politique. Marx, Henry, Platon (Presses de l'Université Laval)
- 1994 - Lucie Bourassa, Rythme et sens. Des processus rythmiques en poésie contemporaine (Presses de l'Université Laval); Philip Knee, Qui perd gagne. Essai sur Sartre (Éditions Balzac)
- 1995 - Michel Biron, La modernité belge. Littérature et société (Presses de l'Université de Montréal)
- 1996 - Claude Lamy, Hubert Aquin. Mélanges littéraires I: Profession: écrivain; Jacinthe Martel, Hubert Aquin. Mélanges littéraires II: Comprendre dangereusement; Jacques Allard, Hubert Aquin. Prochain épisode; Guylaine Massoutre, Hubert Aquin. Point de fuite (Leméac Éditeur)
- 1997 - Benoît Melançon, Diderot épistolier. Contribution à une poétique de la lettre familière au XVIIIe siècle (Éditions Fides)
- 1998 - Marcel Olscamp, Le Fils du notaire. Jacques Ferron, 1921-1949 (Éditions Fides)
- 1999 - François-Marc Gagnon, Chronique du mouvement automatiste québécois, 1941-1954 (Lanctôt éditeur)
- 2000 - Esther Trépanier, Peinture et modernité au Québec 1919-1939 (Éditions Nota Bene)
- 2001 - Yvan Lamonde, Histoire sociale des idées au Québec (1760 - 1896) (Éditions Fides)
- 2002 - Germain Lacasse, Le bonimenteur de vues animées: Le cinéma " muet " entre tradition et modernité (Éditions Nota bene)
- 2003 - Lori Saint-Martin, La Voyageuse et la Prisonnière. Gabrielle Roy et la question des femmes (Éditions du Boréal)
- 2004 - Louise Bienvenue, Quand la jeunesse entre en scène. L'Action catholique avant la Révolution tranquille (Éditions du Boréal)
- 2005 - Michel Lacroix, De la beauté comme violence. L’esthétique du fascisme français, 1919-1939 (Presses de l’Université de Montréal)
- 2006 - Éric Méchoulan, La culture de la mémoire, ou comment se débarrasser du passé (Presses de l’Université de Montréal)
- 2007 - Élyse Dupras, Diables et saints. Rôle des diables dans les mystères hagiographiques français (Librairie DROZ)
- 2008 - Denise Brassard, Le souffle du passage : Poésie et essais chez Fernand Ouellette (VLB éditeur)
- 2009 - Pierre Popovic, Imaginaire social et folie littéraire. Le Second Empire de Paulin Gagne (Presses de l'Université de Montréal)

### Ouvrages en anglais
- 1990 - Mary Lynn Stewart, Women, Work and the French State: Labour Protection and Social Patriarchy, 1879-1919 (McGill-Queen's University Press)
- 1991 - Elizabeth Rapley, The Dévotes: Women and Church in Seventeenth-Century France (McGill-Queen's University Press)
- 1992 - James A. Leith, Space and Revolution: Projects for Monuments, Squares, and Public Buildings in France, 1789-1799 (McGill-Queen's University Press)
- 1993 - Barbara Rieti, Strange Terrain: The Fairy World in Newfoundland (ISER Books)
- 1994 - Evelyn Cobley, Representing War: Form and Ideology in First World War Narratives (University of Toronto Press)
- 1995 - J.D. Schmidt, Within the Human Realm: The Poetry of Huang Zunxian, 1848-1905 (Cambridge University Press)
- 1996 - Guy P. R. Métraux, Sculptors and Physicians in Fifth-Century Greece (McGill-Queen's University Press)
- 1997 - Lorne Falkenstein, Kant's Intuitionism: A Commentary on the Transcendental Aesthetic (University of Toronto Press)
- 1998 - David Williams, Deformed Discourse: The Function of the Monster in Mediaeval Thought and Literature (McGill-Queen's University Press)
- 1999 - Susan Glickman, The Picturesque and the Sublime: A Poetics of the Canadian Landscape (McGill-Queen's University Press)
- 2000 - Donald S. Hair, Robert Browning's Language (University of Toronto Press)
- 2001 - Veronica Strong-Boag et Carole Gerson, Paddling her Own Canoe: Times and Texts of E. Pauline Johnson (Tekahionwake) (University of Toronto Press)
- 2002 - Marilyn Randall, Pragmatic Plagiarism: Authorship, Profit, and Power (University of Toronto Press)
- 2003 - Toby Morantz, The White Man's Gonna Getcha: The Colonial Challenges to the Crees in Quebec (McGill-Queen's University Press)
- 2004 - Steven High, Industrial Sunset: The Making of North America's Rust Belt, 1969-1984 (University of Toronto Press)
- 2005 - Peter Ives, Gramsci’s Politics of Language: Engaging the Bakhtin Circle and the Frankfurt School (University of Toronto Press)
- 2006 - James Flath, The Cult of Happiness: Nianhua, Art, and History in Rural North China (UBC Press)
- 2007 - Daniel Coleman, White Civility: The Literary Project of English Canada (University of Toronto Press)
- 2008 - Leslie Dawn, National Visions, National Blindness : Canadian Art and Identities in the 1920s (UBC Press)
- 2009 - David A. Wilson, Thomas D'Arcy McGee, Volume I Passion, Reason, and Politics, 1825-1857 (McGill-Queen's University Press)